# Gul lilariska
Gul lilariska (Lactarius flavidus) är en svampart som beskrevs av Émile Boudier 1887. Gul lilariska ingår i släktet riskor och familjen kremlor och riskor.
Arten är reproducerande i Sverige.
Den finska mykologen Ilkka Kytövuori beskrev 2009 en nordlig fennoskandinavisk riska, Lactarius flavopalustris som tidigare setts som Lactarius flavidus som en egen art.